# ماتریس هرمیتی
ماتریس هرمیتی یا خودآبن (به انگلیسی: Hermitian - self-adjoint)، ماتریسی است مربعی که ترانهاده مزدوج مختلط آن با خودش برابر باشد:
{\displaystyle a_{i,j}=a_{j,i}^{*}} یا {\displaystyle a_{ij}={\overline {a_{ji}}}} یا {\displaystyle A={\overline {A^{T}}}}
که با نماد زیر نشان داده می‌شود:
{\displaystyle A=A^{\dagger }.\,}
ماتریس هرمیتی (با درایه های مختلط) یک فضای برداری ویژه حقیقی را ایجاد می کند.
مثال:
{\displaystyle {\begin{bmatrix}2&2+i&4\\2-i&3&i\\4&-i&1\\\end{bmatrix}}}

## ویژگی‌ها
- درآیه‌های قطر اصلی ماتریس هرمیتی حقیقی هستند.
- هر ماتریس هرمیتی، ماتریسی هنجارمند (Normal matrix) است به این معنی که {\displaystyle AA^{\dagger }=A^{\dagger }A}.
- مقدار‌ ویژه‌های ماتریس هرمیتی، عددهای حقیقی هستند.
- بردار ویژه‌های ماتریسی هرمیتی، ارداکنج (متعامد) هستند.

این دو ویژگی مقدار‌ ویژه‌ها و بردار ویژه‌های ماتریس هرمیتی در فیزیک کوانتوم کاربرد زیادی دارد. در فیزیک کوانتوم تمام کمیت‌های فیزیکی با عملگر‌های هرمیتی توصیف می‌شوند.